# Margarete Scheel
Pour les articles homonymes, voir Scheel.

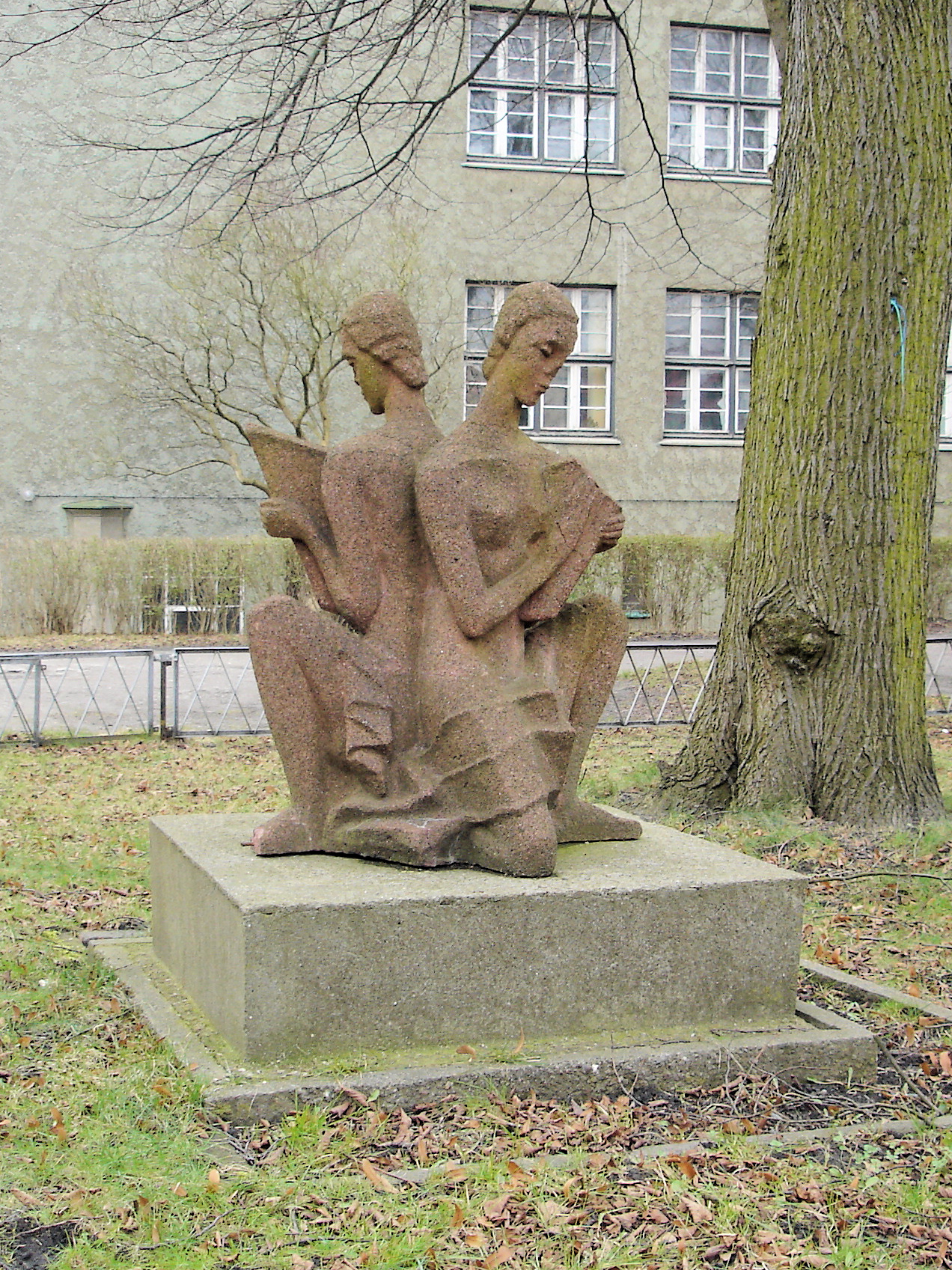
«Récupération» (1926)

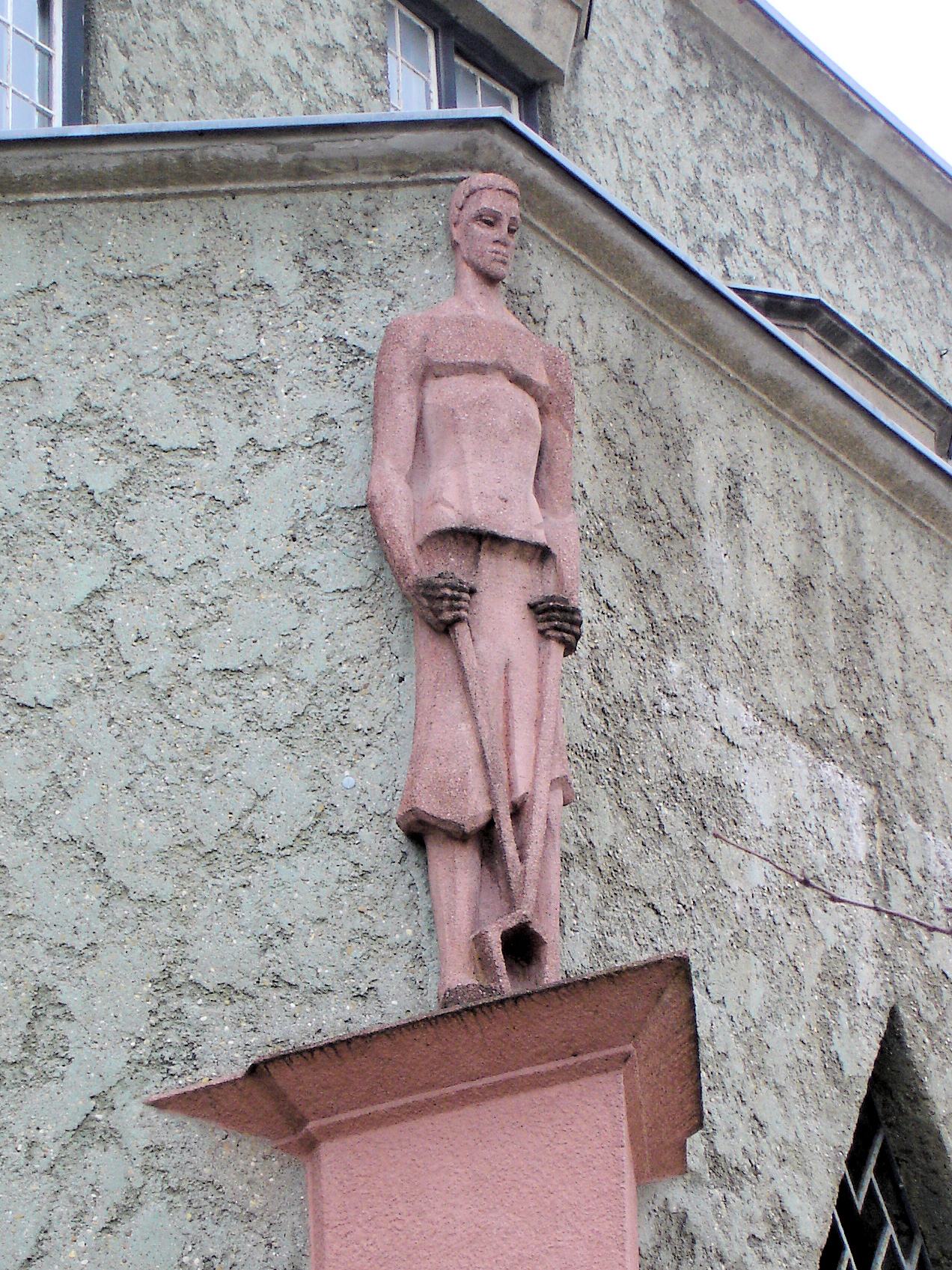
« Fer » (1926)

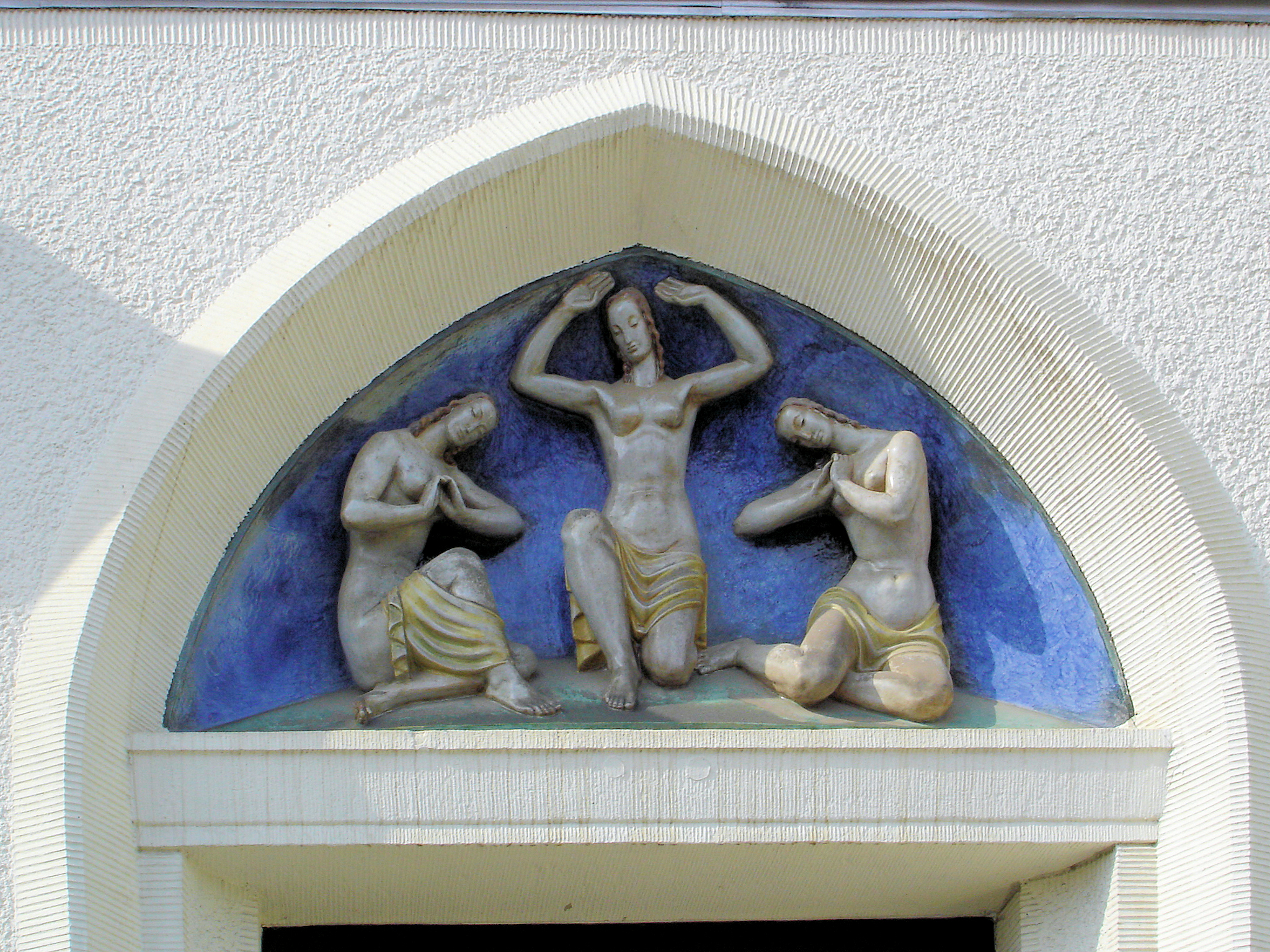
Conception du tympan Blücherstrasse (1926)

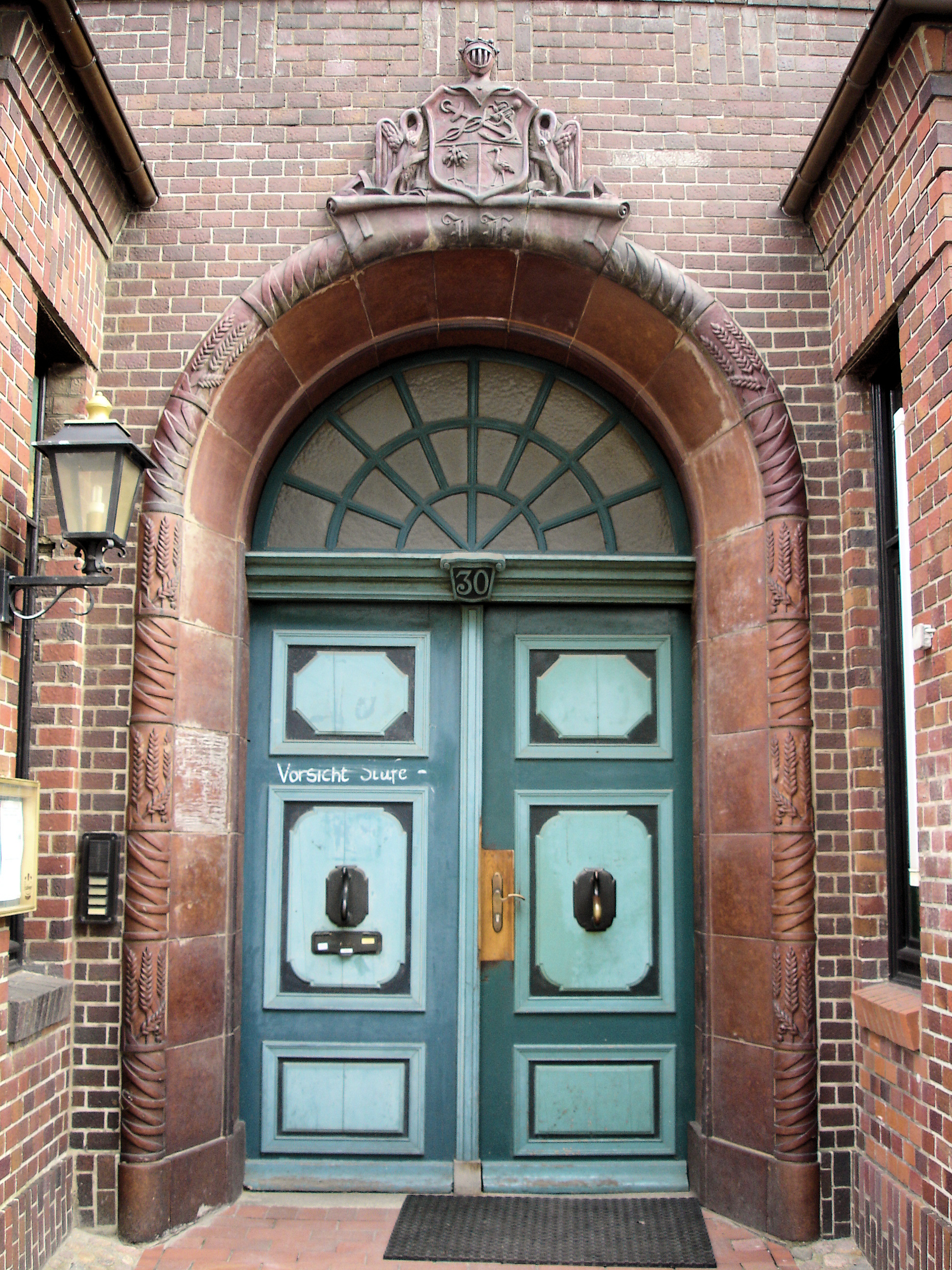
Conception de porte Kranstöverhaus Wasserstrasse (1938)

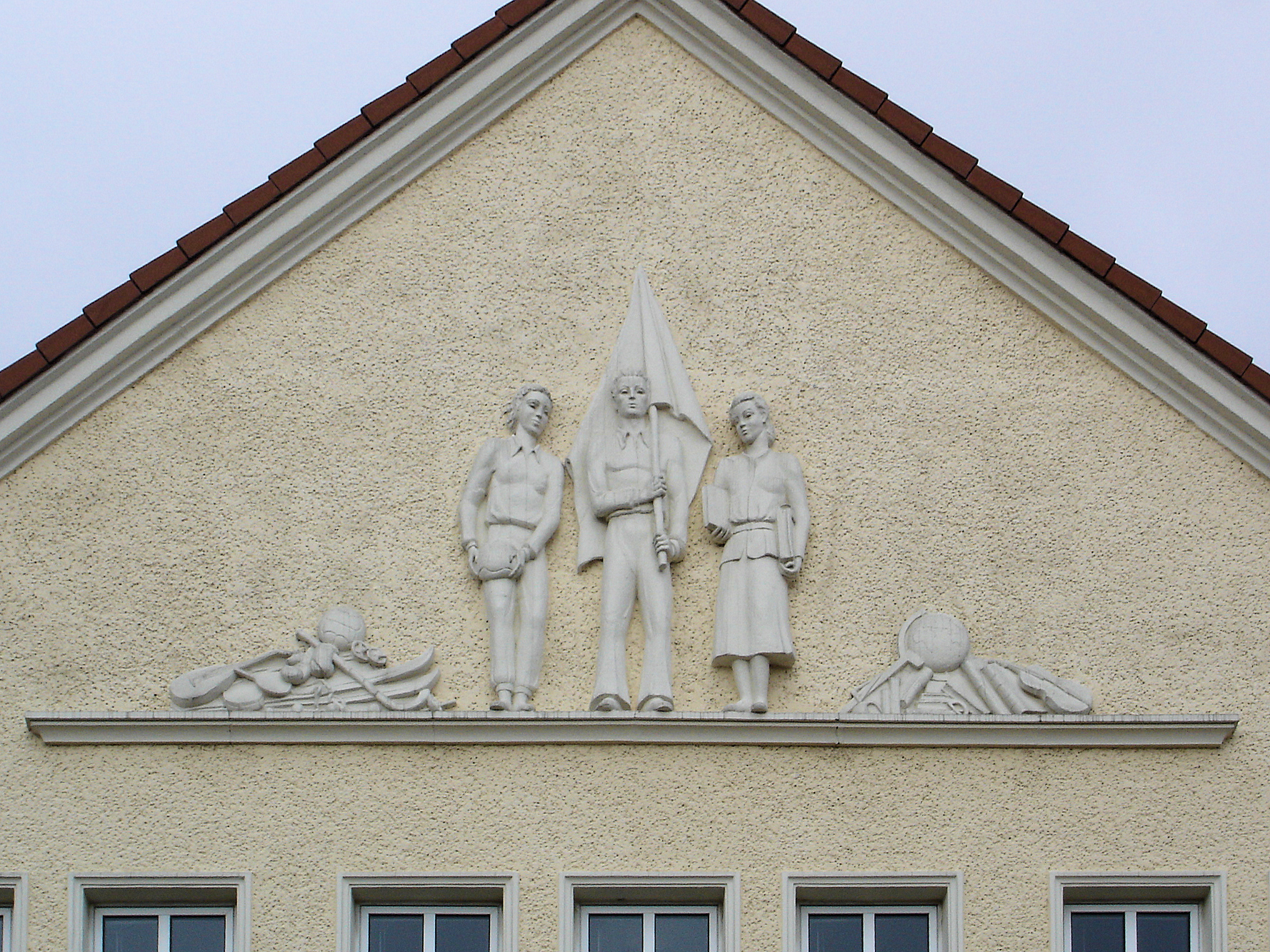
Conception à pignon d'une résidence étudiante (1953/1955)

Margarete Scheel née le 28 septembre 1881 à Rostock, morte le 9 novembre 1969 est une sculptrice  et céramiste allemande.

## Biographie
Margarete Scheel est la troisième fille du docteur Ludwig Scheel et de Sophie Schleker. La famille vit au 19 Breite Straße à Rostock. De 1887 à 1897, elle fréquente une école secondaire privée pour filles, puis de 1900 à 1902, le séminaire pour devenir enseignante de Rostock.
En 1903, elle part à Berlin pour étudier au Institut d'enseignement du musée des Arts décoratifs de Berlin et à l'École Reimann. Elle rencontre de nombreux artistes et prend des cours de dessin auprès des peintres Hans Baluschek, Martin Brandenburg et Lovis Corinth. À partir de 1905, elle acquiert les bases essentielles de la sculpture dans l'atelier d'Arthur Lewin-Funcke. Sa première commande, des reliefs pour la Banque hypothécaire et de change du Mecklembourg sur le Neuer Markt à Rostock (détruit en 1934), lui rapporte suffisamment d'argent pour financer un voyage d'étude à Paris. En 1910 et 1911, elle est l'élève d'Aristide Maillol.
Après des séjours en Belgique et aux Pays-Bas, elle séjourne de nouveau à Berlin de 1911 à 1913. Elle participe avec succès aux expositions de la Sécession libre, dont elle devient membre. Les principales revues d'art allemandes publient le travail de l'artiste. Après une exposition à la Kunsthalle Mannheim consacrée à l'art nouveau, elle se rend à Rome en 1914, où elle travaille dans son propre atelier. La même année, elle participe à l'exposition Werkbund à Cologne.
En 1919, elle étudie la céramique à l'école des métiers de Berlin. Après des travaux pratiques à l'atelier Guhl à Teterow, elle ouvre son propre atelier à Rostock en 1920. Après la mort de son père, elle emménage avec sa mère dans la maison au 112 Augustenstrasse. Elle installe son atelier dans le jardin.
En 1919, elle s'engage en faveur des objectifs du Conseil ouvrier de l'art, dont les premiers orateurs et présidents sont Bruno Taut et Walter Gropius.
En 1922, elle devient membre de l'Association des artistes de Rostock, qui comprend certains des principaux représentants du modernisme en peinture et en architecture du Mecklembourg, tels que Walter Butzek (de), Bruno Gimpel (de), Thuro Balzer (de) et Heinrich Tessenow. Elle travaille en étroite collaboration avec la sculptrice Hertha von Guttenberg et montre un grand intérêt pour le travail des architectes du Neues Bauen tels que Walter Butzek et Gustav Wilhelm Berringer (de). Cela lui apporte des commandes importantes pour des bâtiments tels que la nouvelle école de métiers. Il s'agit de quatre sculptures plus grandes que nature qui symbolisent la couleur, le fer, le bois et la pierre. Deux autres sculptures représentant le travail et les loisirs sont placées derrière le bâtiment.
En 1928, elle participe à l'exposition Neue Baukunst, à Rostock.
Pendant la période nazie, de 1933 à 1945, Margarete Scheel n'accepte pratiquement aucune commande publique. Elle est hostile au national-socialisme. Ses sculptures Commerce, Commerce et Navigation réalisées en 1910 pour la Banque hypothécaire et d'échange du Mecklenburg sont détruites en 1934 par l'administration fasciste de la ville. Margarete Scheel travaille principalement en atelier, produisant de petites sculptures, des bustes et des céramiques.
Son appartement et son atelier avec de nombreuses œuvres sont détruites lors d'un bombardement sur la ville de Rostock, en 1942. Elle trouve une nouvelle maison dans la cité-jardin, au Blumenweg 11, jusqu'à la fin de la guerre, après quoi elle déménage à Baleckestraße 2, où elle ouvre un modeste atelier.
Margarete Scheel est décédée le 9 novembre 1969.
De nombreuses œuvres de Margarete Scheel caractérisent aujourd'hui l'art public de Rostock ; la Galerie d'art de Rostock possède un certain nombre de petites sculptures.

## Œuvres
- 1913 : Pierre tombale de la famille von Flotow à Walow près de Malchow
- 1916 : Tombe de la famille Eggebrecht à Halberstadt
- Putti et sculptures sur bois dans la banque coopérative de Rostock
- décoration figurative sur plusieurs bâtiments de l'architecte Paul Korff à Rostock
- vers 1925 : Sculpture en bois de chêne mère avec enfant (maternité) [8]
- 1926 : Sculptures en pierre artificielle en peinture, fer, bois et pierre au-dessus de l'entrée principale de l'école professionnelle de Rostock[6]
- 1926 : Sculptures en pierre artificielle Travail et Loisir dans la cour de l'école des métiers[6]
- 1926 : conception du tympan de la maison de la Blücherstrasse 62 à Rostock[6]
- 1935 : Figurines de fontaine dans la Schillingallee de Rostock
- 1935 : Sculptures dans le foyer et sur la façade de la Sparkasse, Schillingallee
- 1949 : Sculpture en chêne des tourbières représentant un ouvrier agricole